# Aïn Nouïssy (distrito)
Aïn Nouïssy é um distrito localizado na província de Mostaganem, Argélia, e cuja capital é a cidade de mesmo nome. A população total do distrito era de 34 595 habitantes, em 1998.[carece de fontes?]

## Comunas
O distrito está dividido em três comunas:
- Aïn Nouïssy
- Fornaka
- El Hassaine